# T-34

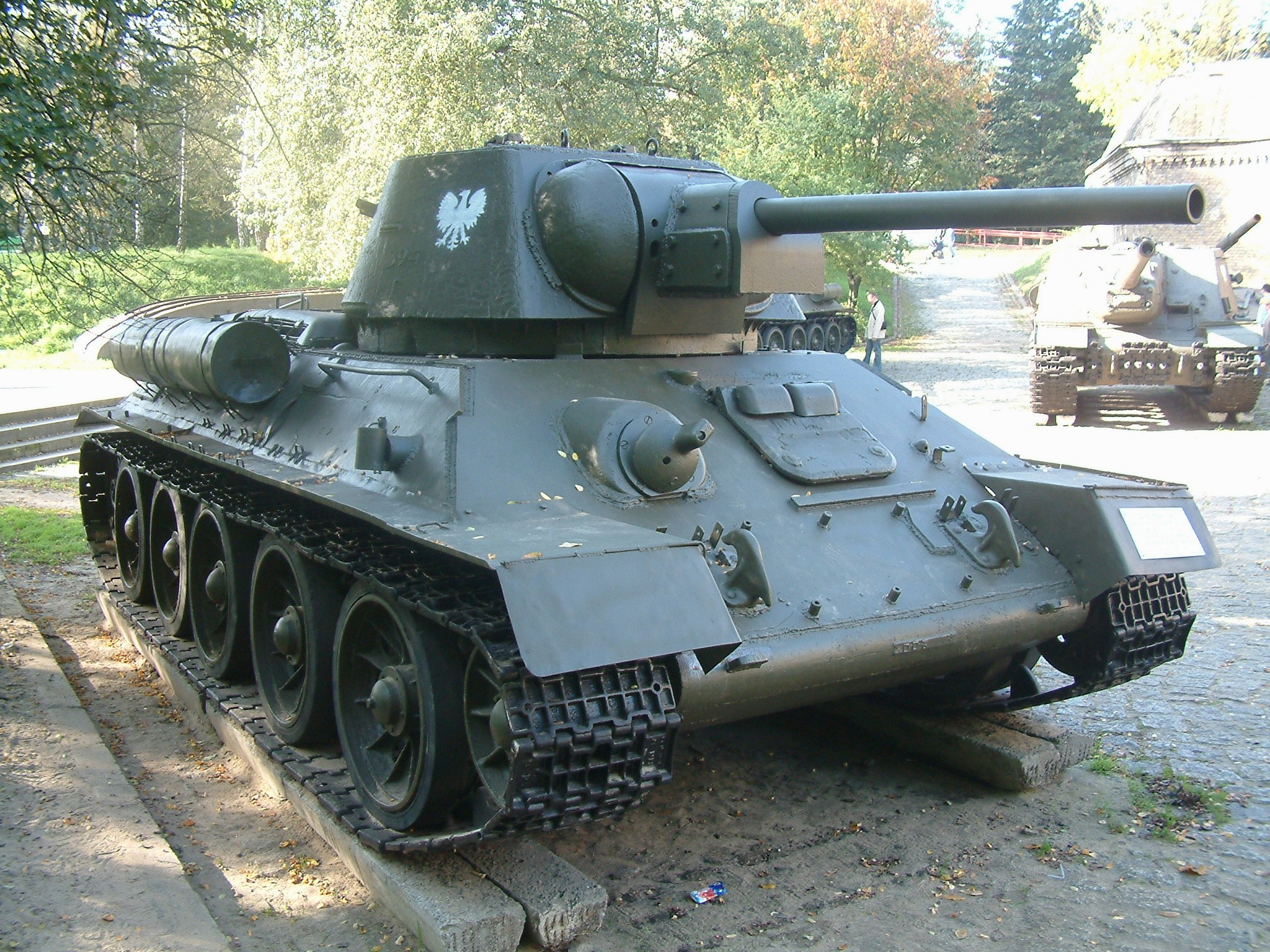
T-34-76 door Polen gebruikt

De T-34 was een middelzware tank die door het Rode Leger werd ingezet tijdens de Tweede Wereldoorlog. Tijdens die oorlog was het de meest geproduceerde tank ter wereld.

## Het begin van de T-34
De Sovjet-Unie was na de Eerste Wereldoorlog het eerste land dat een grote gemechaniseerde strijdmacht opbouwde. Na het begin van de massaproductie in 1931 bezat ze al snel meer tanks dan alle andere landen ter wereld bij elkaar. De vroege start leidde echter niet alleen tot een kwantitatieve maar ook tot een kwalitatieve voorsprong: terwijl de overige staten nog maar net bezig waren hun legers met de eerste generatie tanks uit te rusten, introduceerde het Rode Leger nog voor de Duitse inval van 1941 al een tweede generatie.
Bij hun eerste generatie tanks hadden de Sovjets een strikte arbeidsverdeling tussen infanterie- en cavalerietanks toegepast en vooral lichtere typen geproduceerd: respectievelijk de T-26 en de BT-serie. Beide waren gelijksoortig in krachtige bewapening en licht pantser, maar verschilden in ophanging: terwijl de T-26 zich traag voortbewoog met ouderwetse bladveren, was de BT gebaseerd op een voor die tijd hypermodern ontwerp van de Amerikaanse ingenieur Walter Christie die vier grote loopwielen onafhankelijk liet bewegen tegen de druk van grote springveren in. De BT's waren daardoor zeer snel en konden zelfs zonder rupsbanden betrouwbaar als pantserwagen functioneren. De motor kon aan de achterste loopwielen worden gekoppeld.
Midden jaren dertig was het Rode Leger er vast van overtuigd een van de beste tanks ter wereld te bezitten. Al snel zou er echter hierover twijfel ontstaan. Tijdens de Spaanse Burgeroorlog leverde de Sovjet-Unie tegen ruime betaling vele tanks aan het Republikeinse regeringsleger. Zoals vele westerse experts al voorspeld hadden, bleken die bijzonder kwetsbaar voor zelfs lichte antitankwapens die goedkoop waren en daardoor in groot aantal beschikbaar. Licht gepantserde tanks hadden op het moderne slagveld geen overlevingskansen meer. Duitsland trok daaruit de conclusie dat het doorbreken van versterkte stellingen overgelaten moest worden aan infanterie; Frankrijk dat tanks zwaarder bepantserd moesten worden. De Sovjet-Unie besloot het Franse voorbeeld te volgen, maar niet de Franse fout om die tanks maar zo klein mogelijk te houden door ze te voorzien van een eenmanstoren. Een geheel nieuwe generatie zwaardere tanks moest ontwikkeld worden; niet alleen infanterietanks, maar ook cavalerietanks die superieur moesten zijn aan hun vijandelijke tegenhangers.
Een eerste stap werd gezet door de ontwikkeling van de BT-SV, een BT waarbij het principe van de afschuining radicaal werd doorgevoerd. Door het afketsingseffect levert een schuine pantserplaat een grotere bescherming op voor hetzelfde gewicht. Daarna werd bij de Locomotievenfabriek van Charkov de A-20 ontwikkeld door A. Firsow. Dit voertuig had een plaatdikte van 20 mm. Toen Firsow het slachtoffer werd van de Grote Zuivering werd hij in juni 1937 vervangen door de jonge Michail I. Kosjkin, een Russisch ingenieur van het Leningrader ontwerpteam voor zware tanks. Het droeve lot van zijn voorganger inspireerde hem tot de ontwikkeling van een zo perfect mogelijke tank waarbij hij op eigen initiatief een tweede model ontwierp. Kosjkins deed schietproeven met het pantser van de A-20 waarbij bleek dat het door de nieuwste 45 mm munitie doorslagen kon worden. Hierop besloot hij de pantsering van de nieuwe tank op 32 mm te brengen. Tegelijkertijd bracht hij een (voorlopig kort: Lang 10) 76,2 mm kanon aan in plaats van een 45 mm kanon en voegde een vijfde loopwiel toe. Een al te grote gewichtstoename werd voorkomen door de overbodig geachte pantserwagenoptie achterwege te laten. Het project droeg de naam A-32, wat later T-32 werd.
Toen de T-32 op 4 mei 1938 samen met de A-20 werd gepresenteerd aan een commissie van het Volksministerie van Defensie onder leiding van generaal Kliment Vorosjilov, werd het ontwerp aanvankelijk verworpen; het kwam niet overeen met de oorspronkelijke specificaties en zou duurder zijn en minder betrouwbaar dan zijn rivaal. Dat veranderde toen Jozef Stalin, die op de bijeenkomst aanwezig was, onder de indruk kwam van persoonlijke getuigenissen van generaals die in Spanje gevochten hadden en zich beklaagden over de gevaren van een te licht pantser. Het Volkscommissariaat nam na een "suggestie" van Stalin in augustus 1938 het besluit om toch van zowel de A-20 als de T-32 een prototype te bouwen. Beide voertuigen kwamen gereed in de zomer van 1939. Toen er op de testbasis van Kubinka van 17 juli tot 23 augustus 1939 een veldproef uitgevoerd werd met de T-32 en de A-20 en het met de onbetrouwbaarheid van de eerste wel mee bleek te vallen, koos de defensieraad in augustus voor de T-32, welk besluit op 19 december 1939 door Stalin werd bekrachtigd. De bepantsering werd in de tussentijd verdikt naar 45 mm. De tank werd door Kosjkin zelf vernoemd naar het Plan 1934 (voor verdere mechanisering) om te voorkomen dat hij Vorosjilovs naam zou gaan dragen en dus omgedoopt tot A-34 en later T-34.
In januari 1940 werden twee testmodellen afgebouwd met een nieuwe dieselmotor, die uitgebreide en succesvolle rijproeven uitvoerden, waarbij ze vanaf 5 maart op eigen kracht van Charkov via Moskou (voor een bezoek aan Stalin) naar Leningrad en via Minsk en Kiev weer terug reden. Hierbij moet wel bedacht worden dat deze modellen gebouwd waren met onderdelen van een hogere kwaliteit dan bij de productie-exemplaren, waaronder dure geïmporteerde kogellagers. In juni 1940 begon de massaproductie in Charkov van de T-34 model 1940, in oktober in Stalingrad, voorlopig van respectievelijk vijfhonderd en honderd exemplaren. Ondertussen was Kosjkin op 26 september overleden aan een longontsteking opgelopen tijdens de testrit en opgevolgd door Aleksandr Morozow, die een van de meest succesvolle tankontwerpers van de twintigste eeuw zou worden en die al van begin af aan bij het project betrokken was geweest.

## De T-34 in actie

### Voorbereidingen voor de oorlog
Ondertussen was het belang van de T-34 enorm toegenomen. Eerst was men van plan geweest de meeste tanks bij de infanteriedivisies in te delen — het Rode Leger kon als enige aan iedere divisie haar eigen organieke tankbataljon geven — en men had daarvoor de T-50 ontwikkeld die in eigenschappen sterk overeenkwam met de Duitse Panzerkampfwagen III, hoewel hij naar Sovjetbegrippen slechts een lichte tank was. Toen kwam de schok van de Franse nederlaag in mei 1940 door de uitvoering van Fall Gelb. Geschrokken door de snelle Duitse overwinning besloot men de Blitzkrieg-tactiek te gaan toepassen en concentreerde alle tanks in 31 reusachtige gemechaniseerde korpsen. Het was de bedoeling dat de nieuwe T-34, waarvan men aannam dat hij zich zeer voor de agressieve strijdwijze leende, een belangrijk deel van die eenheden zou gaan uitmaken: 420 per korps. Daarvoor moest hij wel in een groot aantal geproduceerd worden. Op 15 september 1940 waren er echter pas drie tanks afgeleverd, en op 1 januari 1941 115 van de geplande 600. Voor 1941 werd een nieuwe jaarorder geplaatst van 2800 te bouwen stuks, waarvan 1800 in Charkov en duizend in Stalingrad. In mei 1941 beval het Volkscommissariaat dat 500 daarvan van een verbeterd type moesten zijn: ofwel de A-41 of de A-43 (T-34M) met 60mm pantser, een zeshoekige koepel en torsiestaafophanging. Daar zou het niet meer van komen; wel werd er een aanvullende gegoten 52 mm dikke koepel in productie genomen en vanaf februari werd een toenemend deel van de tanks als T-34 model 1941 gemaakt met een langer F34 Lang 42 kanon in plaats van het oorspronkelijk L-11 76.2 mm wapen.

### Operatie Barbarossa
Toen nazi-Duitsland tijdens de uitvoering van Operatie Barbarossa de Sovjet-Unie op 22 juni 1941 met een drieduizend tanks binnenviel, waren er 1225 T-34's geproduceerd en daarvan 967 afgeleverd. Maar een klein deel van de 19.221 tanks in de gemechaniseerde korpsen was dus van het nieuwe type; slechts vijf hadden überhaupt T-34's. De T-34's in productie werden haastig afgemaakt: bijgevolg gingen veel net geproduceerde T-34's kapot voordat ze de vijand hadden kunnen bevechten. T-34's waren over het algemeen slechter gefabriceerd dan hun Duitse tegenhangers.
Toch bleek de T-34 onverwacht goed te zijn. Het schuine pantser ervan kaatste granaten probleemloos af. De Duitse standaard 37 mm PAK's hadden geen enkel effect. De Duitsers konden alleen met meerdere tanks of artillerie gezamenlijk een T-34 tegelijk uitschakelen. Het enige wapen dat werkelijk effectief was tegen de T-34 was het, oorspronkelijk voor luchtafweer bedoelde, 88 mm FLAK-kanon. Er wordt wel beweerd dat de ontmoeting met de T-34 daarom als een grote schok kwam voor de Duitsers. Dit is echter grotendeels een mythe. Om te beginnen waren de Duitse inlichtingendiensten volledig op de hoogte van de ontwikkeling van de nieuwe tank. Ook de Sovjets maakten er nauwelijks een geheim van: de T-34 had al meegedaan aan de parade op 1 mei van dat jaar. Na het eerste gevechtscontact, al op 22 juni bij Lvov met de Sovjet 32e pantserdivisie, maakte het type zelfs hoegenaamd geen indruk bij het Duitse tankeenheden, dit in tegenstelling tot zijn zware broertjes de KV-1 en KV-2, de al snel beruchte Sowjetischer Riesenpanzer. De reden daarvoor was niet alleen de hoge uitval door mechanische mankementen (ongeveer twee derde van de tanks ging zo verloren) maar ook het feit dat er een groot gebrek was aan pantsergranaten: veel T-34's gingen met alleen brisantgranaten de strijd in.
Al in juni en juli verloren de gemechaniseerde Sovjet-korpsen zo het merendeel van hun sterkte. Charkov werd onder de voet gelopen en Leningrad geïsoleerd. De Duitsers waren de nieuwe tank al bijna vergeten toen de overwinning het Duitse leger ontglipte en men vast kwam te zitten in de oktobermodder. Plotseling doken overal aan het front kleine eenheden met gloednieuwe in Stalingrad gebouwde T-34's op. Deze pantserbrigades werden een ware plaag voor de afgematte Duitse troepen, vooral vanwege het sterkste punt van de T-34: zijn verbluffende tactische mobiliteit. Waar Duitse tanks of zelfs infanterie hopeloos vast kwamen te zitten in modderbanen en moerasbossen daar gelukte het de Russische tank met zijn grote rupsbanden en lage bodemdruk er toch nog doorheen te komen, onverwachts toe te slaan en zich weer straffeloos terug te trekken.
In november drong het besef door dat de oorlog zich nog jaren zou voortslepen. Dat betekende op de eerste plaats dat de Duitse tankproductie, tot nu toe zeer laag, snel omhoog moest. Het beste kon dat door zich te concentreren op de productie van al bestaande modellen. Maar dat was onmogelijk: door de bedreiging van de T-34 moest niet alleen de kwantiteit maar ook de kwaliteit omhoog. De Duitse standaard middelzware tank, de Panzerkampfwagen III, kon met zijn 50 mm kanon (5-cm-KwK L/42) het afgeschuinde frontpantser van de T-34 niet doorslaan, ook niet op 0 meter afstand met wolfraamkernmunitie (de PzGr 40). Het uitrusten met een langer kanon bleek, zoals verwacht, onvoldoende te werken en voor een zwaarder kanon bood de torenring geen plaats. Het bleek noodzakelijk om de hele Duitse productie van pantservoertuigen om te gooien. Alle lichte voertuigen werden tankjagers; de productie van de Pzkpfw III werd beëindigd en de hele capaciteit gebruikt voor de fabricage van het Sturmgeschutz III dat ook als tankjager moest dienen en de Panzerkampfwagen IV nam de rol van hoofdtank over, nu uitgerust met een sterk 75 mm antitankkanon (Panzer IV F2 met een 7,5-cm-KwK L/43). Maar zelfs dat achtte men niet voldoende: de fatale beslissing werd genomen om midden in de oorlog een volgende generatie tanks te ontwikkelen. Deze nieuwe voertuigen, de Tiger I en de Panther, moesten ook nog eens sterker bepantserd en bewapend zijn dan de T-34. Als gevolg hiervan was het onmogelijk ze in een voldoende groot aantal te bouwen.

### De T-34 wint de productieslag

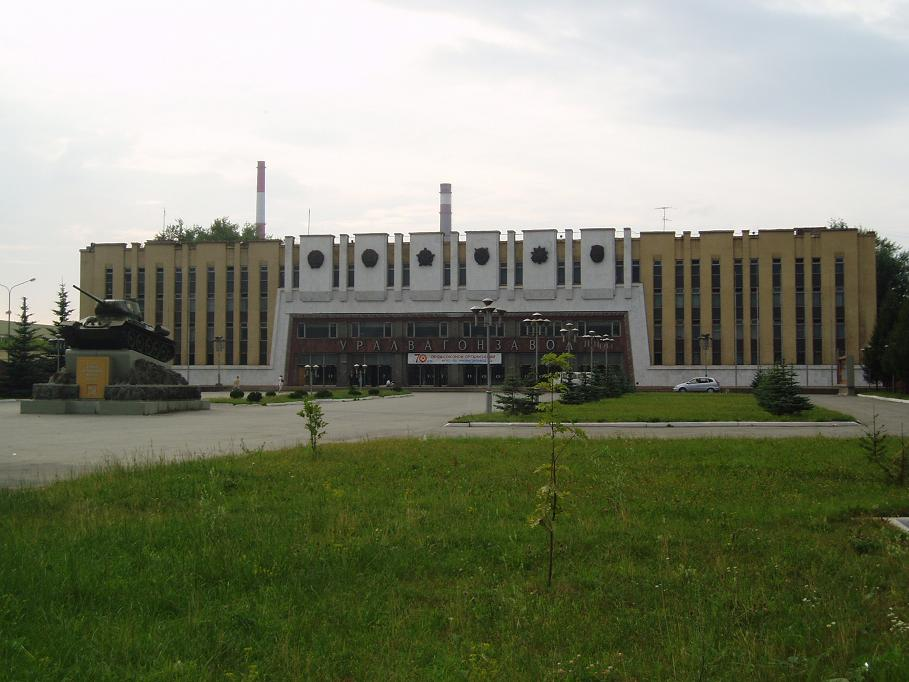
Oeralvagonzavod in Nizjni Tagil. Hier werden tijdens de oorlog meer dan 35.000 T34-tanks gebouwd

De zware industrie van de Sovjet-Unie was voor de oorlog ongeveer even groot als de Duitse; en een belangrijk deel ervan was verloren gegaan door de Duitse opmars. Het verlies van de wapenindustrie van Leningrad betekende een zware klap. Waren er in het derde kwartaal van 1941 nog 1121 T-34's geproduceerd, in het vierde kwartaal liep dat terug tot 765. In 1942 zou het echter, ondanks het verlies van de fabriek in Stalingrad, tot een ware productie-explosie komen: 12.553 stuks. Dit had twee hoofdoorzaken. Om te beginnen had men de machines tijdig uit Leningrad tot achter de Oeral geëvacueerd naar de Oeralvagonzavodfabriek van Nizjni Tagil. De tankfabriek van Omsk ging de T-34 produceren in plaats van de T-50 en ook de fabriek van Tsjeljabinsk, "Tankograd", schakelde over op de T-34.
Niet minder belangrijk was het dat Morozov de productiekosten wist te verlagen van 269.500 naar 193.000 roebel door het ontwerp te vereenvoudigen tot T-34 model 1942, dat als belangrijkste kwaliteitsverbetering een verhoging van het zijpantser van veertig naar 45 mm had. Daarnaast werd er ook een aanvullende gegoten koepel van 60 mm dik gefabriceerd. In 1942 was de Sovjet tankproductie vijf maal zo hoog als de Duitse.

### Koersk

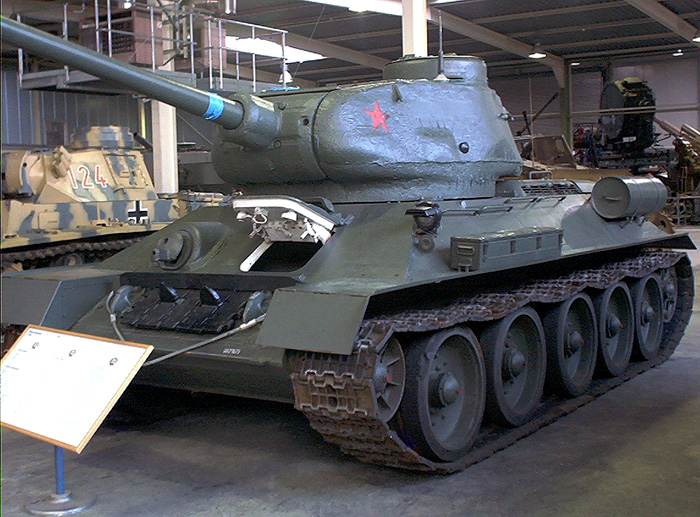
T-34-85

De T-34 had al een hoofdrol gespeeld in de Slag om Stalingrad, maar zou zijn echte waarde voor de overwinning laten zien tijdens en na de Slag om Koersk, het beslissende keerpunt van de Tweede Wereldoorlog. In 1943 bereikte de T-34-productie een hoogtepunt met 15.712 stuks, voornamelijk van een type met een zeshoekige toren: de T-34 model 1943, die ondanks zijn naam al in 1942 verschenen was. De Duitse tankproductie bleef echter groeien en benaderde de Sovjetproductie steeds meer, terwijl de kwalitatieve achterstand omsloeg in een voorsprong door de introductie van de Tiger en de Panther. Ironisch genoeg leidde dit tot de Duitse ondergang. Hitler werd erdoor verleid een poging te wagen het strategisch initiatief te herwinnen. Hoewel de Sovjetverliezen bij Koersk enorm waren, kostte pure slijtage van de Duitse tanks Hitler zijn inzetbare pantserreserve. Hierop lanceerde Stalin een onafgebroken reeks offensieven waardoor het Duitse leger niet meer de kans kreeg zich te herstellen. Dat was alleen mogelijk doordat de T-34 productie even hoog bleef, ondanks dat de kwaliteit van de tank enorm werd verbeterd door over te gaan op de T-34-85 (in het westen vaak aangeduid als T-34/85) met driemanskoepel en een veel krachtiger 85 mm kanon, waarvan er eind 1943 al honderd gebouwd, maar nog niet afgeleverd waren. In 1944 werden er 10.663 van geleverd, plus 3723 van wat nu de T-34-76 heette voor een totaalproductie van 35.120 van de laatste hoofdversie; in 1945 zouden er tijdens de oorlog (tot de Japanse capitulatie) nog eens 8830 T34-85's gebouwd worden voor een totaal van 54.213 T-34's. De totaalproductie over heel 1945 was 12.551; over 1946, toen de massaproductie van tanks in het hele land voor vijf jaar werd stopgezet, 2701 voor een totaal van 25.915 T-34-85's. De totale Russische productie van de gevechtstank bedroeg aldus 61.135 stuks. Daarnaast zijn er nog een aantal chassis gebouwd; de schattingen over de chassisproductie die niet voor gemechaniseerd geschut bestemd was variëren van 61.293 tot 61.382. De verschillen zijn het gevolg van discrepanties tussen de fabrieksproductiecijfers en de ontvangststaten van het leger.

## Afgeleide modellen
Men converteerde eerst al gebouwde T-34's naar modellen binnen de OT serie bewapend met een vlammenwerper; later werden die meteen al zo gebouwd. De vlammenwerpers zijn verdisconteerd in de bovenstaande cijfers. Ook genietanks werden vervaardigd. Er zijn in 1941 ook een veertigtal voertuigen omgebouwd tot de T-34-57 met een lang 57 mm kanon (ZiS-4) dat een beter doorslagvermogen had dan de 76.2 mm. Later, toen de Panther en Tiger tanks op het strijd toneel kwamen, werd de ZiS-4M gebruikt, deze is echter nooit tot productie gekomen door de betere T-34-85.
Uit de T-34 werd de SU-122 (636 stuks) ontwikkeld, een gemechaniseerd geschut, samen met de SU-85 (2659) en SU-100 (2355 stuks tot eind 1945), beide tankjagers.
De T-34-85 werd in 1944 weer doorontwikkeld tot de T-34-100, een experimentele voorloper met 100 mm kanon van de T-44.

## Na de oorlog

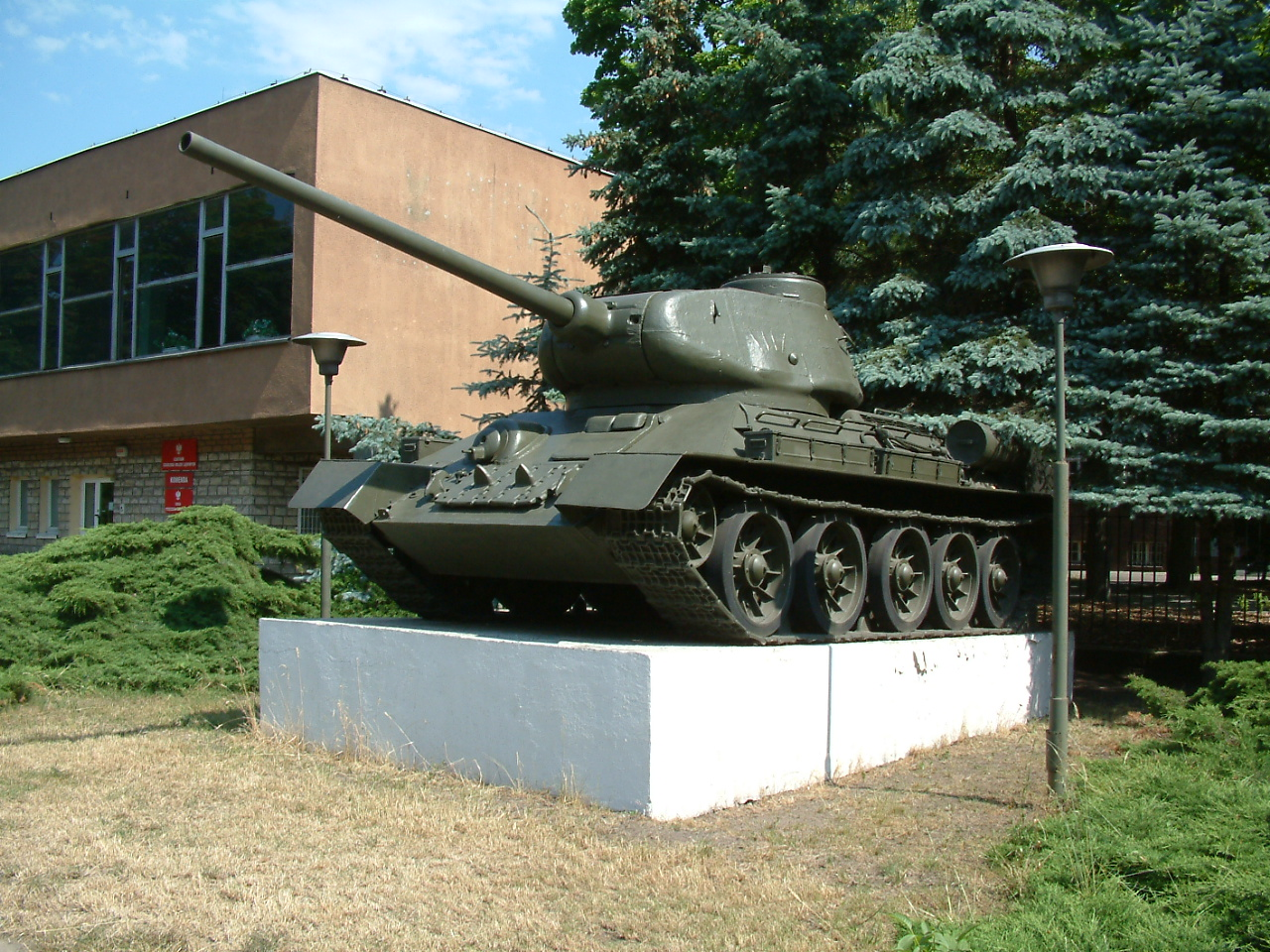
T34-85 van Pools fabricaat in Poznań

De T-34/85 zou het Rode Leger nog lang dienen: vele oude T-34-76's werden naar deze versie omgebouwd, volgens een schatting uit die tijd van het Amerikaanse leger ongeveer een 12.000. Toen zijn nakomeling, de uit de T-44 voortgekomen T-54, begin jaren vijftig in massaproductie genomen werd sloeg men de T34-85's geleidelijk op als oorlogsreserve: zo bestond in 1960 nog de helft van de sterkte na mobilisatie uit T-34-85's. Deze voorraden werden dat jaar gemoderniseerd tot de T-34-85 m.1960 met een nieuwe motor en in 1969 nog eens helemaal opgeknapt (met onder andere wielen van het T-55-type) tot de T-34-85 m.1969. Door nieuwe subkalibermunitie te gebruiken bleef het een vrij gevaarlijke tank, die echter wel steeds kwetsbaarder werd voor moderne antitankwapens. Pas eind jaren zeventig was hij bij het Warschaupact volledig uitgefaseerd. Althans bij het leger: de vele paramilitaire organisaties zoals grenspolitie, volks- en fabrieksmilities, studentenkorpsen en veteranenverenigingen bleven meer informeel van het niet al te complexe voertuig gebruikmaken.
In Polen en Tsjecho-Slowakije werd in 1951 opnieuw overgegaan tot de productie van de T-34-85. Stalin wilde zijn bondgenoten voorlopig niet met de modernste tanks uitrusten; de Russische T-34's uit de oorlog waren echter niet gebouwd met een lange levensduur in vredestijd op het oog. Hun onderdelen raakten dan ook al snel volledig versleten. Beide landen begonnen dus aan de bouw van veel betrouwbaarder voertuigen, voor zichzelf, voor andere bondgenoten en ook voor de export naar het Midden-Oosten, voornamelijk Egypte en Syrië. Tsjecho-Slowakije, al voor de oorlog een belangrijk tankproducent, maakte tot 1956 3185 voertuigen, Polen 1380. Dit bracht de totale wereldproductie van T-34-85's op 30.480, van de T-34 op 65.700 gevechtstanks en misschien 65.947 chassis. Daarmee is de T-34 de op een na meest geproduceerde tank uit de wereldgeschiedenis, na de T-54/55-serie waarvan er ruim honderdduizend gemaakt zijn.
In Joegoslavië werden er ook plannen gemaakt voor de productie van een eigen variant. Een half dozijn voertuigen is er gemaakt van een type met een geheel nieuwe hogere afgeronde koepel en een romp waarvan ook de voorhoeken afgeschuind waren. De breuk van Tito met Stalin maakte een einde aan het project.
In de Jemenitische Burgeroorlog wordt, volgens foto's, nog steeds gebruik gemaakt van de T34-85 en de SU-100.

## Bekende gebruikers
Het succes van de T-34 liet zich ook zien in andere delen van de wereld: naast de Sovjet-Unie deed of doet de tank ook dienst in (inclusief landen die T-34's buitmaakten):
- Afghanistan
- Algerije
- Angola
- Bulgarije
- China
- Egypte
- Finland
- Hongarije
- Israël
- Italië
- Jemen
- Joegoslavië
- Jordanië
- Mongolië
- nazi-Duitsland
- Noord-Korea
- Duitse Democratische Republiek
- Polen
- Syrië
- Tsjecho-Slowakije
- Vietnam